# Иодид германия(IV)
Иодид германия(IV) — бинарное неорганическое соединение металла германия и иода с формулой GeI4, жёлто-оранжевые кристаллы, медленно гидролизуются водой, растворяется в сероуглероде, хлороформе, бензоле и других органических растворителях.

## Получение
- Пропускание паров иода над металлическим германием:

{\displaystyle {\mathsf {Ge+2I_{2}\ {\xrightarrow {200-350^{o}C}}\ GeI_{4}}}}
- Пропускание иодистого водорода через суспензию оксида германия в органическом растворителе:

{\displaystyle {\mathsf {GeO_{2}+4HI\ {\xrightarrow {}}\ GeI_{4}+2H_{2}O}}}
- Нагреванием хлорида германия с иодидом калия:

{\displaystyle {\mathsf {GeCl_{4}+4KI\ {\xrightarrow {}}\ GeI_{4}+4KCl}}}

## Физические свойства
Иодид германия(IV) образует жёлто-оранжевые кристаллы кубической сингонии, пространственная группа P a3, параметры ячейки a = 1,191 нм, Z = 8.
Медленно разлагается водой.
Растворяется в сероуглероде, хлороформе, бензоле и других органических растворителях.
Образует сольваты (аддукты) с аммиаком, толуидином, хинолином и другими органическими соединениями, например GeI4•8NH3.

## Химические свойства
- Гидролизуется водой:

{\displaystyle {\mathsf {GeI_{4}+2H_{2}O\ {\xrightarrow {}}\ GeO_{2}\downarrow +4HI\uparrow }}}
- При нагревании разлагается:

{\displaystyle {\mathsf {GeI_{4}\ {\xrightarrow {445^{o}C}}\ GeI_{2}+I_{2}}}}
- Восстанавливается водородом:

{\displaystyle {\mathsf {GeI_{4}+H_{2}\ {\xrightarrow {T}}\ GeI_{2}+2HI}}}
- На воздухе медленно окисляется:

{\displaystyle {\mathsf {GeI_{4}+O_{2}\ {\xrightarrow {}}\ GeO_{2}+2I_{2}}}}